# Ilioupoli
Ilioupoli (tiếng Hy Lạp: ?) là một khu tự quản ở vùng Attiki, Hy Lạp. Khu tự quản Ilioupoli có diện tích 13 km², dân số theo điều tra ngày 18 tháng 3 năm 2001 là 81024 người.